# Fascination Street
Singles de The Cure
Lullaby
(1989) Lovesong
(1989)
Clip vidéo
[vidéo] « Fascination Street », sur YouTube
Pistes de Disintegration
Lullaby Prayers For Rain
Fascination Street est une chanson du groupe britannique The Cure figurant sur l'album Disintegration. Elle sort comme premier extrait en single aux États-Unis et au Canada en avril 1989.
Le single est sorti uniquement en Amérique du Nord, publié par le label Elektra. Ailleurs dans le monde, c'est la chanson Lullaby qui est choisie comme premier extrait de l'album Disintegration et qui sortira plus tard aux États-Unis et au Canada.
La chanson se distingue par son riff de basse et sa longue intro instrumentale,,.

## Succès aux États-Unis
Fascination Street connaît un vrai succès sur le marché américain, devenant le premier n°1 du groupe dans le classement Billboard Modern Tracks (l'actuel Alternative Songs) alors récemment créé, demeurant à cette place durant 7 semaines consécutives. Ce titre est également bien diffusé en discothèque et parvient à la 7e place du Hot Dance Club Songs tandis qu'il se classe 46e dans le Billboard Hot 100.

## Origine du titre
Fascination Street fait référence à la Bourbon Street de La Nouvelle-Orléans, et son titre fut trouvé en ajoutant à Street un autre mot choisi sur une liste par les membres du groupe,.

« Je pensais à la Bourbon Street à la Nouvelle-Orléans lorsque j'ai écrit ce titre, j'étais sur le point de m'y rendre et je me disais "mais enfin, qu’est-ce que j’espère y trouver finalement… ?" C’est à propos de cette incrédulité, de cette façon d'être à la recherche du moment parfait et de se faire avoir en conclusion… »

— Robert Smith

## Contenu du single
Fascination Street apparaît dans une version remixée sur le single. Les titres en face B sont les mêmes que ceux du single Lullaby, à savoir Babble et Out of Mind. Sur le maxi, Fascination Street est en version longue (Extended remix).
45 tours et cassette single
1. Fascination Street (Remix) - 4:17
2. Babble - 4:16

Maxi 45 tours
1. Fascination Street (Extended remix) - 8:48
2. Babble - 4:16
3. Out of Mind - 3:51

CD Maxi
1. Fascination Street (Remix) - 4:17
2. Babble - 4:16
3. Out of Mind - 3:51
4. Fascination Street (Extended remix) - 8:48

## Clip
C'est une nouvelle fois Tim Pope qui réalise le clip. Il reçoit une nomination aux MTV Video Music Awards en 1989 dans la catégorie meilleure vidéo post-moderne.

## Classements hebdomadaires
| Classement (1989)                 | Meilleure place |
| --------------------------------- | --------------- |
| États-Unis (Billboard Hot 100)    | 46              |
| États-Unis (Alternative Songs)    | 1               |
| États-Unis (Hot Dance Club Songs) | 7               |